# Pieczęć Prezydenta Stanów Zjednoczonych
Pieczęć Prezydenta Stanów Zjednoczonych – oficjalny herb prezydenta Stanów Zjednoczonych wzorowany na Wielkiej Pieczęci Stanów Zjednoczonych.
Pierwszym prezydentem, który używał pieczęci był Rutherford Hayes – z jego polecenia pieczęć powstała w 1880 roku.
Pieczęć jest używana (m.in):
- podczas prezydenckich konferencji prasowych
- na dokumentach wydawanych w Białym Domu
- na środkach transportu, którymi porusza się prezydent (np. Air Force One, Marine One)
- na fladze prezydenckiej